# Pinkin de Corozal 2022
Questa voce raccoglie le informazioni riguardanti le Pinkin de Corozal nella stagione 2022.

## Stagione
Le Pinkin de Corozal disputano la loro quarantottesima Liga de Voleibol Superior Femenino: dopo aver chiuso al secondo posto la regular season, nei play-off scudetto eliminano in cinque giochi le Atenienses de Manatí durante le semifinali, conquistando il diciottesimo titolo della propria storia dopo aver sconfitto in quattro gare le Criollas de Caguas.

## Organigramma societario
Area direttiva
- Presidente: Lilibeth Rojas

Area tecnica
- Allenatore: Ángel Pérez

## Rosa
| N° | Nome                 | Ruolo | Data di nascita   | Nazionalità sportiva |
| -- | -------------------- | ----- | ----------------- | -------------------- |
| 1  | Daly Santana         | S     | 19 febbraio 1995  | Porto Rico           |
| 2  | Raymariely Santos    | P     | 13 aprile 1992    | Porto Rico           |
| 3  | Alexandra Rivera     | L     | 18 febbraio 1993  | Porto Rico           |
| 4  | Jennymar Santiago    | P     | 28 luglio 1994    | Porto Rico           |
| 5  | Yimarilis Calderón   | C     | -                 | Porto Rico           |
| 6  | Valeria Santos       | L     | 23 aprile 1998    | Porto Rico           |
| 9  | Karelys Otero        | L     | 17 settembre 1999 | Porto Rico           |
| 10 | Ronika Stone         | C     | 7 giugno 1998     | Stati Uniti          |
| 11 | Brittany Abercrombie | O     | 28 dicembre 1995  | Porto Rico           |
| 12 | Sharlissa de Jesús   | S     | 17 agosto 1999    | Porto Rico           |
| 13 | Dulce Téllez         | C     | 12 settembre 1983 | Porto Rico           |
| 14 | Payton Caffrey       | S     | 1º settembre 1998 | Stati Uniti          |
| 15 | Ivania Ortiz         | S     | 15 luglio 1999    | Porto Rico           |
| 17 | Génesis Castillo     | C     | 7 marzo 1994      | Porto Rico           |

## Mercato
| Acquisti | Acquisti             | Acquisti                  | Acquisti   |
| R.       | Nome                 | da                        | Modalità   |
| -------- | -------------------- | ------------------------- | ---------- |
| S        | Daly Santana         | IBK Altos                 | definitivo |
| P        | Raymariely Santos    | Athletes Unlimited        | definitivo |
| P        | Jennymar Santiago    | Changas de Naranjito      | definitivo |
| C        | Yimarilis Calderón   | Leonas de Ponce           | definitivo |
| L        | Valeria Santos       | Florida International     | definitivo |
| C        | Ronika Stone         | Athletes Unlimited        | definitivo |
| O        | Brittany Abercrombie | Adam                      | definitivo |
| S        | Sharlissa de Jesús   | Markopoulo                | definitivo |
| C        | Dulce Téllez         | Sanjuaneras de la Capital | definitivo |
| S        | Payton Caffrey       | Maccabi Haifa             | definitivo |

| Cessioni | Cessioni              | Cessioni           | Cessioni   |
| R.       | Nome                  | a                  | Modalità   |
| -------- | --------------------- | ------------------ | ---------- |
| S        | Daly Santana          | IBK Altos          | definitivo |
| P        | Valerie Nichol        | Athletes Unlimited | definitivo |
| C        | Joselyn Coronel       | -                  | ritirata   |
| P        | Génesis Arroyo        | -                  | ritirata   |
| C        | Jessica Candelario    | -                  | ritirata   |
| P        | Paola Michelle Rivera | -                  | ritirata   |
| O        | Brittany Abercrombie  | Adam               | definitivo |
| S        | Khalia Lanier         | Bergamo 1991       | definitivo |
| S        | Gelymar Rodríguez     | -                  | ritirata   |

## Risultati

### LVSF

#### Regular season
| 18 maggio 2022 Coliseo Carmen Zoraida Figueroa, Corozal | Pinkin de Corozal     | 2 - 3 | Atenienses de Manatí  | 14-25, 25-15, 18-25, 25-12, 13-15 |
| 21 maggio 2022 Coliseo Gelito Ortega, Naranjito         | Changas de Naranjito  | 1 - 3 | Pinkin de Corozal     | 25-23, 23-25, 23-25, 16-25        |
| 27 maggio 2022 Coliseo Rafael Amalbert, Juncos          | Valencianas de Juncos | 3 - 2 | Pinkin de Corozal     | 25-19, 17-25, 25-23, 23-25, 17-15 |
| 3 giugno 2022 Coliseo Carmen Zoraida Figueroa, Corozal  | Pinkin de Corozal     | 1 - 3 | Criollas de Caguas    | 25-22, 11-25, 21-25, 20-25        |
| 5 giugno 2022 Coliseo Juan Aubín Cruz Abreu, Manatí     | Atenienses de Manatí  | 2 - 3 | Pinkin de Corozal     | 18-25, 18-25, 26-24, 25-22, 6-15  |
| 9 giugno 2022 Coliseo Rafael Amalbert, Juncos           | Valencianas de Juncos | 1 - 3 | Pinkin de Corozal     | 25-21, 23-25, 17-25, 16-25        |
| 11 giugno 2022 Coliseo Carmen Zoraida Figueroa, Corozal | Pinkin de Corozal     | 3 - 0 | Valencianas de Juncos | 25-18, 25-19, 25-18               |
| 12 giugno 2022 Coliseo Mario Morales, Guaynabo          | Criollas de Caguas    | 2 - 3 | Pinkin de Corozal     | 23-25, 19-25, 25-20, 25-21, 15-17 |
| 19 giugno 2022 Coliseo Carmen Zoraida Figueroa, Corozal | Pinkin de Corozal     | 3 - 1 | Changas de Naranjito  | 30-32, 25-12, 25-20, 26-24        |
| 23 giugno 2022 Coliseo Gelito Ortega, Naranjito         | Changas de Naranjito  | 3 - 1 | Pinkin de Corozal     | 25-13, 25-20, 21-25, 25-22        |
| 24 giugno 2022 Coliseo Carmen Zoraida Figueroa, Corozal | Pinkin de Corozal     | 3 - 1 | Atenienses de Manatí  | 25-16, 20-25, 25-16, 25-13        |
| 26 giugno 2022 Coliseo Carmen Zoraida Figueroa, Corozal | Pinkin de Corozal     | 0 - 3 | Criollas de Caguas    | 23-25, 21-25, 18-25               |
| 29 giugno 2022 Coliseo Carmen Zoraida Figueroa, Corozal | Pinkin de Corozal     | 0 - 3 | Valencianas de Juncos | 23-25, 16-25, 17-25               |
| 2 luglio 2022 Coliseo Mario Morales, Guaynabo           | Criollas de Caguas    | 1 - 3 | Pinkin de Corozal     | 23-25, 25-23, 14-25, 23-25        |
| 7 luglio 2022 Coliseo Juan Aubín Cruz Abreu, Manatí     | Atenienses de Manatí  | 3 - 0 | Pinkin de Corozal     | 25-17, 25-16, 25-21               |
| 9 luglio 2022 Coliseo Carmen Zoraida Figueroa, Corozal  | Pinkin de Corozal     | 3 - 0 | Changas de Naranjito  | 26-24, 25-15, 25-16               |

#### Play-off
| Semifinali (gara 1) - 13 luglio 2022 Coliseo Carmen Zoraida Figueroa, Corozal | Pinkin de Corozal    | 3 - 1 | Atenienses de Manatí | 25-13, 25-19, 12-25, 25-22        |
| Semifinali (gara 2) - 15 luglio 2022 Coliseo Juan Aubín Cruz Abreu, Manatí    | Atenienses de Manatí | 2 - 3 | Pinkin de Corozal    | 12-25, 23-25, 25-18, 25-23, 12-15 |
| Semifinali (gara 3) - 17 luglio 2022 Coliseo Carmen Zoraida Figueroa, Corozal | Pinkin de Corozal    | 2 - 3 | Atenienses de Manatí | 23-25, 25-10, 20-25, 25-17, 12-15 |
| Semifinali (gara 4) - 19 luglio 2022 Coliseo Juan Aubín Cruz Abreu, Manatí    | Atenienses de Manatí | 0 - 3 | Pinkin de Corozal    | 21-25, 17-25, 24-26               |
| Semifinali (gara 5) - 20 luglio 2022 Coliseo Carmen Zoraida Figueroa, Corozal | Pinkin de Corozal    | 3 - 2 | Atenienses de Manatí | 25-19, 25-20, 20-25, 23-25, 15-9  |
| Finale (gara 1) - 6 agosto 2022 Coliseo Marcelo Trujillo Panisse, Humacao     | Criollas de Caguas   | 0 - 3 | Pinkin de Corozal    | 27-29, 21-25, 15-25               |
| Finale (gara 2) - 8 agosto 2022 Coliseo Carmen Zoraida Figueroa, Corozal      | Pinkin de Corozal    | 3 - 0 | Criollas de Caguas   | 25-18, 25-19, 28-26               |
| Finale (gara 3) - 10 agosto 2022 Coliseo Marcelo Trujillo Panisse, Humacao    | Criollas de Caguas   | 0 - 3 | Pinkin de Corozal    | 23-25, 20-25, 17-25               |
| Finale (gara 4) - 12 agosto 2022 Coliseo Carmen Zoraida Figueroa, Corozal     | Pinkin de Corozal    | 3 - 0 | Criollas de Caguas   | 25-16, 30-28, 25-23               |

## Statistiche

### Statistiche di squadra
| Competizione | Punti | In casa | In casa | In casa | In trasferta | In trasferta | In trasferta | Totale | Totale | Totale |
| Competizione | Punti | G       | V       | P       | G            | V            | P            | G      | V      | P      |
| ------------ | ----- | ------- | ------- | ------- | ------------ | ------------ | ------------ | ------ | ------ | ------ |
| LVSF         | 27    | 13      | 8       | 5       | 12           | 9            | 3            | 25     | 17     | 8      |
| Totale       | -     | 13      | 8       | 5       | 12           | 9            | 3            | 25     | 17     | 8      |

G = partite giocate; V = partite vinte; P = partite perse